# Alchemist Project
Alchemist Project – polski duet producentów muzyki elektronicznej powstały w 1999 roku w Zielonej Górze.
W skład zespołu promującego muzykę dance, trance i muzykę klubową wchodzą bracia Radosław Rasiński (ur. 1977 w Zielonej Górze) kompozytor, aranżer, producent oraz Roland Rasiński. Bracia Rasińscy zajmują się komponowaniem, aranżacją, programowaniem instrumentów, produkcją oraz masteringiem, a Roland oprócz tego występuje jako DJ w klubach.
Alchemist Project zadebiutował wydanym w 2005 r. albumem City of Angels. Do tego utworu stworzyli teledysk ukazujący się na antenie Polsatu 2. Druga płyta jaką wydali Alchemiści nosi tytuł Alchemist Project in the mix vol.1, natomiast trzeci album to Alchemist Project in the mix vol.2, na którym mieści się jeden z największych hitów 2007 roku Krishna.
Duet tworzy również remiksy. Współpracował z takimi gwiazdami jak Magda Modra, Sonic Division, Hyperavers, Kalwi & Remi oraz Kai Del Noi. Duet odpowiada także za produkcję i wydanie niektórych utworów muzycznych zespołu B-Qll.
Radosław Rasiński tworzeniem muzyki dance oraz elektronicznej zajmuje się od 1996 roku. W latach 1998 oraz 2000 był laureatem Top Tlenu.
W 2007 roku zespół nagrał płytę "Music Is My Extasy", z której pochodzą single "Krishna", tytułowy "Music Is My Extasy", "Viva Carnival" oraz "Tell Me". Na płycie wokalnie wspomogła Alchemist Project wokalistka – Angie – Anna Turska, z którą zespół współpracuje od 2006 roku. W 2010 roku wydali kolejny singel All I Want z mało znaną grupą Da Singh RP.

## Dyskografia

### Albumy
| Rok  | Tytuł                                                                                              |
| ---- | -------------------------------------------------------------------------------------------------- |
| 2005 | City of Angels - Data wydania: 2005 - Wytwórnia: Play                                              |
| 2007 | Music is My Extasy - Data wydania: listopad 2007 - Wytwórnia: Camey Studio, Universal Music Polska |

### Składanki
| Rok  | Tytuł                                                                      |
| ---- | -------------------------------------------------------------------------- |
| 2005 | Alchemist Project in the Mix Vol. 1 - Data wydania: 2005 - Wytwórnia: Play |
| 2006 | Alchemist Project in the Mix Vol. 2 - Data wydania: 2006 - Wytwórnia: Play |

### Single
| Rok  | Tytuł                                                    | Album                               |
| ---- | -------------------------------------------------------- | ----------------------------------- |
| 2005 | "City of Angels"                                         | City of Angels                      |
| 2005 | "I'm Hypnotized"                                         | City of Angels                      |
| 2006 | "Explosion" (Alchemist Project Remix)                    | Alchemist Project in the Mix Vol. 2 |
| 2006 | "We Gonna Take U"                                        | Alchemist Project in the Mix Vol. 2 |
| 2006 | "Krishna"                                                | Music is My Extasy                  |
| 2007 | "The Hottest Stuff (Vinyltronic Remix)" (vs Vinyltronic) | promo                               |
| 2007 | "Music Is My Extasy" (feat. Angie)                       | Music is My Extasy                  |
| 2007 | "Viva Carnival" (feat. Angie)                            | Music is My Extasy                  |
| 2008 | "Hold U Tight"                                           | Music is My Extasy                  |
| 2008 | "Tell Me"                                                | Music is My Extasy                  |
| 2010 | "All I Want" (Da Singh RP vs Alchemist Project)          | promo                               |
| 2010 | "Love is Gone"                                           | promo                               |
| 2014 | "Be My Lover" "Go Down"                                  | promo                               |
| 2019 | "BLEH!" "Prząśniczki"                                    | promo                               |